# 小行星8713
小行星8713（8713 Azusa）是一颗绕太阳运转的小行星，为主小行星带小行星。该小行星于1995年1月26日发现。

## 轨道参数
小行星8713的轨道半长轴为2.2526738 UA，离心率为0.128。